# Anton Polster
Anton („Toni”) Polster (ur. 10 marca 1964 w Wiedniu) – austriacki piłkarz, wielokrotny reprezentant kraju, grający na pozycji napastnika.
Polster zaczynał trenować w juniorskiej drużynie Austrii Wiedeń w 1973 roku. Dziewięć lat później, przeniósł się do 1. Simmeringer SC, w tym samym roku powrócił do wiedeńskiego zespołu, jednak już do pierwszej drużyny. W ciągu lat spędzonych w klubie, Polster zdobył z nim trzykrotnie mistrzostwo Austrii i Puchar Austrii. Trzy lata z rzędu (1985, 1986 i 1987) był królem strzelców austriackiej Bundesligi. Latem 1987 roku piłkarz wyjechał do Włoch – do Torino FC. Po roku tam spędzonym wyjechał do Hiszpanii. Grał tam w trzech drużynach – Sevilla FC, CD Logroñés i Rayo Vallecano. Z żadną z tych drużyn nie odnosił jednak znaczących sukcesów. Kolejny etap swojej kariery, Polster spędził w Niemczech – najpierw w 1. FC Köln, następnie w Borussii Mönchengladbach. Piłkarz zakończył karierę w 2000 roku, grając jednak wcześniej w ojczystej Austrii Salzburg. Na stanowisku trenera Polster nie odnosił żadnych sukcesów – pracował w Mönchengladbach jako zarządca ds. marketingu i w Austrii Wiedeń jako generalny menedżer.
W niemieckiej Bundeslidze rozegrał 181 meczów strzelając przy tym 90 bramek. W reprezentacji Austrii, wystąpił 95-krotnie zdobywając 44 gole. Był uczestnikiem mistrzostw świata w 1990 i 1998 roku.